# Elaeocarpus
Elaeocarpus Burm. ex L., 1753 è un genere di piante della famiglia Elaeocarpaceae.

## Tassonomia
Comprende 484 specie:
- Elaeocarpus achmadii Coode
- Elaeocarpus acmocarpus Stapf ex Weibel
- Elaeocarpus acmosepalus Stapf ex Ridl.
- Elaeocarpus acrantherus Merr.
- Elaeocarpus acronodia Mast.
- Elaeocarpus acuminatus Wall. ex Mast.
- Elaeocarpus adenopus Miq.
- Elaeocarpus affinis Merr.
- Elaeocarpus alanganorum Coode
- Elaeocarpus alaternoides Brongn. & Gris
- Elaeocarpus alnifolius Baker
- Elaeocarpus altigenus Schltr.
- Elaeocarpus altisectus Schltr.
- Elaeocarpus amabilis Kaneh. & Hatus.
- Elaeocarpus amboinensis Merr.
- Elaeocarpus amoenus Thwaites
- Elaeocarpus ampliflorus A.C.Sm.
- Elaeocarpus amplifolius Schltr.
- Elaeocarpus angustifolius Blume
- Elaeocarpus angustipes R.Knuth
- Elaeocarpus apoensis Elmer
- Elaeocarpus argenteus Merr.
- Elaeocarpus aristatus Roxb.
- Elaeocarpus arnhemicus F.Muell.
- Elaeocarpus atropunctatus Hung T.Chang
- Elaeocarpus auricomus C.Y.Wu ex Hung T.Chang
- Elaeocarpus austroyunnanensis Hu
- Elaeocarpus avium Coode
- Elaeocarpus bachmaensis Gagnep.
- Elaeocarpus badius Coode
- Elaeocarpus bakaianus Coode
- Elaeocarpus balabanii Weibel
- Elaeocarpus balansae DC.
- Elaeocarpus balgooyi Coode
- Elaeocarpus bancroftii F.Muell. & F.M.Bailey
- Elaeocarpus baramii Weibel
- Elaeocarpus barbulatus R.Knuth
- Elaeocarpus bataanensis Merr.
- Elaeocarpus batjanicus Warb. ex R.Knuth
- Elaeocarpus batudulangii Weibel
- Elaeocarpus batui Coode
- Elaeocarpus baudouinii Brongn. & Gris
- Elaeocarpus beccarii DC.
- Elaeocarpus bellus R.Knuth
- Elaeocarpus bidupensis Gagnep.
- Elaeocarpus bifidus Hook. & Arn.
- Elaeocarpus biflorus Tirel
- Elaeocarpus bilobatus Schltr.
- Elaeocarpus bilongvinas Coode
- Elaeocarpus blascoi Weibel
- Elaeocarpus blepharoceras Schltr.
- Elaeocarpus bojeri R.E.Vaughan
- Elaeocarpus bokorensis Tagane
- Elaeocarpus bonii Gagnep.
- Elaeocarpus bontocensis Merr.
- Elaeocarpus braceanus G.Watt ex C.B.Clarke
- Elaeocarpus brachypodus Guillaumin
- Elaeocarpus brachystachyus Hung T.Chang
- Elaeocarpus bracteatus Kurz
- Elaeocarpus branderhorstii Pulle
- Elaeocarpus brigittae Coode
- Elaeocarpus brunneotomentosus Weibel
- Elaeocarpus brunnescens R.Knuth
- Elaeocarpus buderi Coode
- Elaeocarpus bullatus Tirel
- Elaeocarpus burebidensis Elmer
- Elaeocarpus burkii Coode
- Elaeocarpus calomala (Blanco) Merr.
- Elaeocarpus candollei Elmer
- Elaeocarpus capuronii Tirel
- Elaeocarpus carbinensis J.N.Gagul & Crayn
- Elaeocarpus carolinae B.Hyland & Coode
- Elaeocarpus carolinensis Koidz.
- Elaeocarpus cassinoides A.Gray
- Elaeocarpus castaneifolius Guillaumin
- Elaeocarpus celebesianus Baker f.
- Elaeocarpus celebicus Koord.
- Elaeocarpus ceylanicus (Arn.) Mast.
- Elaeocarpus cheirophorus Schltr.
- Elaeocarpus chelonimorphus Gillespie
- Elaeocarpus chewii Coode
- Elaeocarpus chinensis (Gardner & Champ.) Hook.f. ex Benth.
- Elaeocarpus chionanthus A.C.Sm.
- Elaeocarpus chrysophyllus Merr.
- Elaeocarpus clementis Merr.
- Elaeocarpus clethroides Schltr.
- Elaeocarpus coactilus Gagnep.
- Elaeocarpus colnettianus Guillaumin
- Elaeocarpus coloides Schltr.
- Elaeocarpus compactus Schltr.
- Elaeocarpus comptonii Baker f.
- Elaeocarpus conoideus R.Knuth
- Elaeocarpus coodei Weibel
- Elaeocarpus coorangooloo J.F.Bailey & C.T.White
- Elaeocarpus corallococcus Tirel
- Elaeocarpus cordifolius Coode
- Elaeocarpus coriaceus Hook.
- Elaeocarpus corneri Weibel
- Elaeocarpus corsonianus G.Don
- Elaeocarpus costatus M.Taylor
- Elaeocarpus coumbouiensis Guillaumin
- Elaeocarpus crassinervatus R.Knuth
- Elaeocarpus crassus Coode
- Elaeocarpus crenulatus R.Knuth
- Elaeocarpus cristatus Coode
- Elaeocarpus cruciatus Corner
- Elaeocarpus cuernosensis Elmer
- Elaeocarpus culminicola Warb.
- Elaeocarpus cumingii Turcz.
- Elaeocarpus cupreus Merr.
- Elaeocarpus curranii Merr.
- Elaeocarpus dallmannensis Kaneh. & Hatus.
- Elaeocarpus darlacensis Gagnep.
- Elaeocarpus dasycarpus A.C.Sm.
- Elaeocarpus davisii Coode
- Elaeocarpus debruynii O.C.Schmidt
- Elaeocarpus decandrus Merr.
- Elaeocarpus decipiens F.B.Forbes & Hemsl.
- Elaeocarpus degenerianus A.C.Sm.
- Elaeocarpus densiflorus R.Knuth
- Elaeocarpus dentatus (J.R.Forst. & G.Forst.) Vahl
- Elaeocarpus dewildei Weibel
- Elaeocarpus dianxiensis Y.Tang & H.Li
- Elaeocarpus dictyophlebius Merr.
- Elaeocarpus dinagatensis Merr.
- Elaeocarpus dognyensis Guillaumin
- Elaeocarpus dolichobotrys Merr.
- Elaeocarpus dolichodactylus Schltr.
- Elaeocarpus dolichostylus Schltr.
- Elaeocarpus dubius DC.
- Elaeocarpus duclouxii Gagnep.
- Elaeocarpus elaeagnoides Gilli
- Elaeocarpus elatus A.C.Sm.
- Elaeocarpus elliffii B.Hyland & Coode
- Elaeocarpus elmeri DC.
- Elaeocarpus erdinii Coode
- Elaeocarpus eriobotryoides Ridl.
- Elaeocarpus eumundi F.M.Bailey
- Elaeocarpus euneurus Stapf ex Ridl.
- Elaeocarpus eymae Coode
- Elaeocarpus fairchildii Merr.
- Elaeocarpus ferrugineus (Jack) Steud.
- Elaeocarpus ferruginiflorus C.T.White
- Elaeocarpus filiformidentatus R.Knuth
- Elaeocarpus finisterrae Schltr.
- Elaeocarpus firdausii Brambach, Coode, Biagioni & Culmsee
- Elaeocarpus firmus R.Knuth
- Elaeocarpus flavescens Schltr.
- Elaeocarpus fleuryi A.Chev. ex Gagnep.
- Elaeocarpus floresii Weibel
- Elaeocarpus floribundus Blume
- Elaeocarpus floridanus Hemsl.
- Elaeocarpus forbesii Merr.
- Elaeocarpus foveolatus F.Muell.
- Elaeocarpus foxworthyi Merr.
- Elaeocarpus fraseri Coode
- Elaeocarpus fruticosus Roxb.
- Elaeocarpus fulgens A.C.Sm.
- Elaeocarpus fulvus Elmer
- Elaeocarpus fuscoides R.Knuth
- Elaeocarpus fuscus Schltr.
- Elaeocarpus gadgilii A.M.Maya, V.Suresh & K.M.P.Kumar
- Elaeocarpus gagnepainii Merr.
- Elaeocarpus gambutanus Coode
- Elaeocarpus gammillii R.Knuth
- Elaeocarpus gaoligongshanensis Y.Tang & Z.L.Dao
- Elaeocarpus gardneri Coode
- Elaeocarpus gaussenii Weibel
- Elaeocarpus geminiflorus Brongn. & Gris
- Elaeocarpus gigantifolius Elmer
- Elaeocarpus gillespieanus A.C.Sm.
- Elaeocarpus gitingensis Elmer
- Elaeocarpus glaber Blume
- Elaeocarpus glaberrimus R.Knuth
- Elaeocarpus glabripetalus Merr.
- Elaeocarpus glandulifer (Hook. ex Wight) Mast.
- Elaeocarpus glandulosus Wall. ex Merr.
- Elaeocarpus gordonii Tirel
- Elaeocarpus graeffei Seem.
- Elaeocarpus grahamii F.Muell.
- Elaeocarpus grandiflorus Sm.
- Elaeocarpus grandifolius Kurz
- Elaeocarpus grandis F.Muell.
- Elaeocarpus griffithii (Wight) A.Gray
- Elaeocarpus griseopuberulus Merr.
- Elaeocarpus grumosus Gagnep.
- Elaeocarpus guillaumii Vieill.
- Elaeocarpus gummatus Guillaumin
- Elaeocarpus gustaviifolius R.Knuth
- Elaeocarpus gymnogynus Hung T.Chang
- Elaeocarpus habbemensis A.C.Sm.
- Elaeocarpus hainanensis Oliv.
- Elaeocarpus halconensis Merr.
- Elaeocarpus hallieri Weibel
- Elaeocarpus harmandii Pierre
- Elaeocarpus hartleyi Weibel
- Elaeocarpus harunii Coode
- Elaeocarpus hayatae Kaneh. & Sasaki
- Elaeocarpus hebecarpus Kaneh. & Hatus.
- Elaeocarpus hedyosmus Zmarzty
- Elaeocarpus heptadactyloides Weibel
- Elaeocarpus hildebrandtii Baill.
- Elaeocarpus hochreutineri Weibel
- Elaeocarpus holopetalus F.Muell.
- Elaeocarpus homalioides Schltr.
- Elaeocarpus hookerianus Raoul
- Elaeocarpus hortensis Guillaumin
- Elaeocarpus howii Merr. & Chun
- Elaeocarpus hygrophilus Kurz
- Elaeocarpus hylobroma Y.Baba & Crayn
- Elaeocarpus hypadenus Miq.
- Elaeocarpus ilocanus Merr.
- Elaeocarpus indochinensis Merr.
- Elaeocarpus inopinatus Coode
- Elaeocarpus inopportunus Coode
- Elaeocarpus insignis Ridl.
- Elaeocarpus integrifolius Lam.
- Elaeocarpus integripetalus Miq.
- Elaeocarpus isotrichus (Turcz.) Fern.-Vill.
- Elaeocarpus jacobsii Coode
- Elaeocarpus japonicus Siebold & Zucc.
- Elaeocarpus joga Merr.
- Elaeocarpus johnsii Coode
- Elaeocarpus johnsonii F.Muell. ex C.T.White
- Elaeocarpus jugahanus Coode
- Elaeocarpus kaalensis Däniker
- Elaeocarpus kajewskii Guillaumin
- Elaeocarpus kalabitii Weibel
- Elaeocarpus kambi Gibbs
- Elaeocarpus kaniensis Schltr.
- Elaeocarpus kasiensis A.C.Sm.
- Elaeocarpus kerstingianus Schltr.
- Elaeocarpus kinabaluensis R.Knuth
- Elaeocarpus kirtonii F.Muell. ex F.M.Bailey
- Elaeocarpus kjellbergii Coode
- Elaeocarpus knuthii Merr.
- Elaeocarpus kontumensis Gagnep.
- Elaeocarpus kostermansii Weibel
- Elaeocarpus kraengensis R.Knuth
- Elaeocarpus kunstleri King
- Elaeocarpus kusaiensis Kaneh.
- Elaeocarpus kusanoi Koidz.
- Elaeocarpus lacunosus Wall. ex Kurz
- Elaeocarpus lagunensis R.Knuth
- Elaeocarpus lanceifolius Roxb.
- Elaeocarpus lancipetalus Merr.
- Elaeocarpus lancistipulatus Coode
- Elaeocarpus lanipae Weibel
- Elaeocarpus laoticus Gagnep.
- Elaeocarpus largiflorens C.T.White
- Elaeocarpus latescens F.Muell.
- Elaeocarpus laurifolius A.Gray
- Elaeocarpus lawasii Weibel
- Elaeocarpus laxirameus Elmer
- Elaeocarpus ledermannii Schltr.
- Elaeocarpus leopoldii Weibel
- Elaeocarpus lepidus A.C.Sm.
- Elaeocarpus leratii Schltr.
- Elaeocarpus leucanthus A.C.Sm.
- Elaeocarpus leytensis Merr.
- Elaeocarpus limitaneoides Y.Tang
- Elaeocarpus limitaneus Hand.-Mazz.
- Elaeocarpus linearifolius R.Knuth
- Elaeocarpus lingualis R.Knuth
- Elaeocarpus linnaei Coode
- Elaeocarpus linsmithii Guymer
- Elaeocarpus longifolius Blume
- Elaeocarpus longlingensis Y.C.Hsu & Y.Tang
- Elaeocarpus lucidus Roxb.
- Elaeocarpus luteolignum Coode
- Elaeocarpus luteolus A.C.Sm.
- Elaeocarpus luzonicus Merr.
- Elaeocarpus macdonaldii F.Muell.
- Elaeocarpus macranthus Merr.
- Elaeocarpus macrocarpus Miq.
- Elaeocarpus macrocerus (Turcz.) Merr.
- Elaeocarpus macrophyllus Blume
- Elaeocarpus macropus Warb. ex R.Knuth
- Elaeocarpus magnifolius Christoph.
- Elaeocarpus mahamayensis N.Silva, Yakand. & K.Yakand.
- Elaeocarpus mallotoides Schltr.
- Elaeocarpus mamasii Weibel
- Elaeocarpus mandiae Coode
- Elaeocarpus marafunganus Coode
- Elaeocarpus marginatus Stapf ex Weibel
- Elaeocarpus mastersii King
- Elaeocarpus medioglaber Gagnep.
- Elaeocarpus megacarpus Elmer
- Elaeocarpus melochioides A.C.Sm.
- Elaeocarpus merrittii Merr.
- Elaeocarpus micranthus Teijsm. & Binn.
- Elaeocarpus miegei Weibel
- Elaeocarpus millarii Weibel
- Elaeocarpus milnei Seem.
- Elaeocarpus mindanaensis Merr.
- Elaeocarpus mindoroensis R.Knuth
- Elaeocarpus mingendensis Gilli
- Elaeocarpus miquelii Hochr.
- Elaeocarpus miriensis Weibel
- Elaeocarpus mollis Merr.
- Elaeocarpus monocera Cav.
- Elaeocarpus montanus Thwaites
- Elaeocarpus moratii Tirel
- Elaeocarpus multiflorus (Turcz.) Fern.-Vill.
- Elaeocarpus multinervosus R.Knuth
- Elaeocarpus multisectus Schltr.
- Elaeocarpus muluensis Weibel
- Elaeocarpus munroi (Wight) Mast.
- Elaeocarpus murudensis Merr.
- Elaeocarpus murukkai Coode
- Elaeocarpus musseri Coode
- Elaeocarpus mutabilis Weibel
- Elaeocarpus myrmecophilus A.C.Sm.
- Elaeocarpus myrtoides A.C.Sm.
- Elaeocarpus nanus Corner
- Elaeocarpus neobritannicus Coode
- Elaeocarpus nervosus Elmer
- Elaeocarpus ngii Coode
- Elaeocarpus nitentifolius Merr. & Chun
- Elaeocarpus nitidulus R.Knuth
- Elaeocarpus nitidus Jack
- Elaeocarpus nodosus Baker f.
- Elaeocarpus nooteboomii Coode
- Elaeocarpus nouhuysii Koord.
- Elaeocarpus oblongilimbus Hung T.Chang
- Elaeocarpus obovatus G.Don
- Elaeocarpus obtusus Blume
- Elaeocarpus occidentalis Tirel
- Elaeocarpus octantherus DC.
- Elaeocarpus octopetalus Merr.
- Elaeocarpus oriomensis Weibel
- Elaeocarpus ornatus Coode
- Elaeocarpus orohensis Schltr.
- Elaeocarpus osiae Coode
- Elaeocarpus ovalis Miq.
- Elaeocarpus ovigerus Brongn. & Gris
- Elaeocarpus pachyanthus Schltr.
- Elaeocarpus pachydactylus Schltr.
- Elaeocarpus pachyophrys Warb.
- Elaeocarpus pagonensis Coode
- Elaeocarpus palembanicus (Miq.) Corner
- Elaeocarpus parviflorus Span.
- Elaeocarpus parvilimbus Merr.
- Elaeocarpus pedunculatus Wall. ex Mast.
- Elaeocarpus pentadactylus Schltr.
- Elaeocarpus perrieri Tirel
- Elaeocarpus persicifolius Brongn. & Gris
- Elaeocarpus petelotii Merr.
- Elaeocarpus petiolatus (Jack) Wall.
- Elaeocarpus philippinensis Warb.
- Elaeocarpus photiniifolius Hook. & Arn.
- Elaeocarpus pierrei Koord. & Valeton
- Elaeocarpus piestocarpus Schltr.
- Elaeocarpus pinosukii Weibel
- Elaeocarpus pittosporoides A.C.Sm.
- Elaeocarpus poculifer A.C.Sm.
- Elaeocarpus poilanei Gagnep.
- Elaeocarpus polyandrus A.C.Sm.
- Elaeocarpus polyanthus Ridl.
- Elaeocarpus polycarpus Stapf ex Ridl.
- Elaeocarpus polydactylus Schltr.
- Elaeocarpus polystachyus Wall. ex Müll.Berol.
- Elaeocarpus praeclarus A.C.Sm.
- Elaeocarpus prafiensis Weibel
- Elaeocarpus prunifolioides Hu
- Elaeocarpus prunifolius (Müll.Berol.) Wall. ex Mast.
- Elaeocarpus pseudopaniculatus Corner
- Elaeocarpus ptilanthus Schltr.
- Elaeocarpus pulchellus Brongn. & Gris
- Elaeocarpus pullenii Weibel
- Elaeocarpus punctatus Wall. ex Mast.
- Elaeocarpus purus Coode
- Elaeocarpus pycnanthus A.C.Sm.
- Elaeocarpus pyriformis A.Gray
- Elaeocarpus quadratus C.E.C.Fisch.
- Elaeocarpus ramiflorus Merr.
- Elaeocarpus recurvatus Corner
- Elaeocarpus renae Coode
- Elaeocarpus retakensis Coode
- Elaeocarpus reticosus Ridl.
- Elaeocarpus reticulatus Sm.
- Elaeocarpus rivularis Gagnep.
- Elaeocarpus robustus Roxb.
- Elaeocarpus roseiflorus A.C.Sm.
- Elaeocarpus roslii Coode
- Elaeocarpus rosselensis Coode
- Elaeocarpus rotundifolius Brongn. & Gris
- Elaeocarpus royenii Weibel
- Elaeocarpus rubescens Weibel
- Elaeocarpus rubidus Kaneh.
- Elaeocarpus rufovestitus Baker
- Elaeocarpus rugosus Roxb. ex G.Don
- Elaeocarpus ruminatus F.Muell.
- Elaeocarpus rumphii Merr.
- Elaeocarpus rutengii Weibel
- Elaeocarpus sadikanensis R.Knuth
- Elaeocarpus salicifolius King
- Elaeocarpus sallehianus Ng
- Elaeocarpus samari Weibel
- Elaeocarpus sarcanthus Schltr.
- Elaeocarpus sayeri F.Muell.
- Elaeocarpus schlechterianus A.C.Sm.
- Elaeocarpus schmutzii Weibel
- Elaeocarpus schoddei Weibel
- Elaeocarpus sebastianii Weibel
- Elaeocarpus sedentarius Maynard & Crayn
- Elaeocarpus sepikanus Schltr.
- Elaeocarpus seramicus Coode
- Elaeocarpus sericoloides A.C.Sm.
- Elaeocarpus sericopetalus F.Muell.
- Elaeocarpus seringii Montrouz.
- Elaeocarpus serratus L.
- Elaeocarpus sikkimensis Mast.
- Elaeocarpus simaluensis Weibel
- Elaeocarpus simplex Kurz
- Elaeocarpus spathulatus Brongn. & Gris
- Elaeocarpus speciosus Brongn. & Gris
- Elaeocarpus sphaericus (Gaertn.) Heer
- Elaeocarpus sphaerocarpus Hung T.Chang
- Elaeocarpus stapfianus Gagnep.
- Elaeocarpus stellaris L.S.Sm.
- Elaeocarpus sterrophyilus Schltr.
- Elaeocarpus steupii Coode
- Elaeocarpus stipularis Blume
- Elaeocarpus storckii Seem.
- Elaeocarpus subcapitatus Gillespie
- Elaeocarpus subisensis Coode
- Elaeocarpus sublucidus R.Knuth
- Elaeocarpus submonoceras Miq.
- Elaeocarpus subpetiolatus Hung T.Chang
- Elaeocarpus subpuberus Miq.
- Elaeocarpus subserratus Baker
- Elaeocarpus subvillosus Arn.
- Elaeocarpus surigaensis Merr.
- Elaeocarpus sylvestris (Lour.) Poir.
- Elaeocarpus symingtonii Ng
- Elaeocarpus tahanensis M.R.Hend.
- Elaeocarpus takolensis Coode
- Elaeocarpus taprobanicus Zmarzty
- Elaeocarpus tariensis Weibel
- Elaeocarpus tectonifolius Ridl.
- Elaeocarpus tectorius (Lour.) Poir.
- Elaeocarpus terminalioides Schltr.
- Elaeocarpus teysmannii Koord. & Valeton
- Elaeocarpus thelmae B.Hyland & Coode
- Elaeocarpus thorelii Pierre
- Elaeocarpus timikensis Coode
- Elaeocarpus timorensis R.Knuth
- Elaeocarpus tjerengii Weibel
- Elaeocarpus toninensis Baker f.
- Elaeocarpus tonkinensis DC.
- Elaeocarpus tremulus Tirel & McPherson
- Elaeocarpus treubii Hochr.
- Elaeocarpus trichopetalus Merr. & Quisumb.
- Elaeocarpus trichophyllus A.C.Sm.
- Elaeocarpus triflorus Merr.
- Elaeocarpus truncatus Weibel
- Elaeocarpus tuasivicus Christoph.
- Elaeocarpus tuberculatus Roxb.
- Elaeocarpus undulatus Warb.
- Elaeocarpus urophyllus Merr. & Quisumb.
- Elaeocarpus vaccinioides F.Muell. ex Brongn. & Gris
- Elaeocarpus valetonii Hochr.
- Elaeocarpus validus R.Knuth
- Elaeocarpus variabilis Zmarzty
- Elaeocarpus varunua Buch.-Ham. ex Mast.
- Elaeocarpus venosus C.B.Rob.
- Elaeocarpus venustus Bedd.
- Elaeocarpus verheijenii Weibel
- Elaeocarpus verruculosus DC.
- Elaeocarpus versicolor Elmer
- Elaeocarpus verticillatus Elmer
- Elaeocarpus vieillardii Brongn. & Gris
- Elaeocarpus viguieri Gagnep.
- Elaeocarpus vitiensis Gillespie
- Elaeocarpus weibelianus Tirel
- Elaeocarpus weibelii (Zmarzty) Shareef, S.P.Mathew & Shaju
- Elaeocarpus whartonensis A.C.Sm.
- Elaeocarpus williamsianus Guymer
- Elaeocarpus womersleyi Weibel
- Elaeocarpus wrayi King
- Elaeocarpus xanthodactylus A.C.Sm.
- Elaeocarpus yateensis Guillaumin
- Elaeocarpus zambalensis Elmer